# Premio Alitalia
Il premio Alitalia è un premio cinematografico assegnato nell'ambito dei David di Donatello a vari membri della cinematografia italiana a partire dall'edizione del 1984, fino a quella del 1991.

## Albo d'oro
- 1984: Ettore Scola, per la regia di Ballando ballando
- 1985: Francesco Rosi, per la regia di Carmen
- 1986: Nanni Moretti, regista e attore
- 1987
  - Fulvio Lucisano, produttore
  - Damiano Damiani, regista
  - Anna Maria Clementelli, produttrice
  - Silvio Clementelli, produttore
- 1988: Claudia Cardinale, attrice
- 1989: Monica Vitti, attrice
- 1990: Nino Manfredi, attore e regista
- 1991: Enrico Montesano, attore e regista